# カーリング (競走馬)
カーリング (Carling) はフランスの競走馬、社台ファームで繋養されている繁殖牝馬である。

## 経歴

### 競走馬時代
2歳時の1994年に競走馬デビューを迎え、デビュー戦で初勝利を挙げた。次走も勝利し、重賞競走初挑戦となったレゼルヴワール賞 (G3) ではマティアラを相手にレースを制して重賞競走初勝利を挙げて2歳を終えた。
3歳時の1995年は、休養を終えての実戦復帰戦となったグロット賞 (G3) でマティアラに敗れて3着となりデビュー戦以来の連勝が3でストップとなった。続くG1競走初挑戦となったプール・デッセ・デ・プーリッシュではティエリ・テュリエが初騎乗したが、またもマティアラに敗れてハナ差で2着となる。以降引退するまでテュリエが騎乗することになる。そして次のディアヌ賞では、2着となったマティアラをクビ差上回り、G1競走初勝利を挙げた。その後8月のジャックルマロワ賞では9着となるが、次のヴェルメイユ賞を制してG1競走2勝目を挙げた。そして次は凱旋門賞に挑むもののラムタラに敗れて9着、日本に遠征して中央競馬初出走となったジャパンカップでは11着という結果に終わり、帰国後休養に入った。
4歳時の1996年は、休養を終えての実戦復帰戦となったアルクール賞 (G2) では2着となったが、続くガネー賞とサンクルー大賞ではともに9着となりG1競走で連敗が続いたが、次のゴントービロン賞 (G3) を制して約1年ぶりの勝利を挙げた。その後はムーラン・ド・ロンシャン賞で5着、メゾンラフィットカップ (G3) で2着、カナダに遠征してE.P.テイラーステークスに出走して3着となった。
5歳時の1997年は、ドバイに遠征してドバイデューティーフリーに出走したが13着という結果に終わりこのレースを最後に競走馬を引退した。

### 繁殖牝馬時代
繁殖入り後はフランスで繋養され、初年度はレインボウクエストと交配されて、1998年に初産駒を出産し、この年はシングスピールと交配された。その後日本へ輸出されることになり、1999年より社台ファームで繋養されている。2002年はエルコンドルパサーと交配されたが不受胎だった。2007年、2008年はディープインパクトと交配された。2009年以降は不受胎が続き、2011年をもって繁殖牝馬を引退した。

## 繁殖成績
| 誕生年 | 馬名               | 毛色   | 父                 | 性 | 厩舎                           | 馬主                     | 戦績                     | 出典  |
| ------ | ------------------ | ------ | ------------------ | -- | ------------------------------ | ------------------------ | ------------------------ | ----- |
| 1998年 | ダービーカウンティ | 栗毛   | Rainbow Quest      | 牡 | 栗東・松元省一                 | （有）サンデーレーシング | 4戦0勝（引退）           | [ 2 ] |
| 1999年 | ローエングリン     | 栗毛   | シングスピール     | 牡 | 美浦・伊藤正徳                 | （有）社台レースホース   | 48戦10勝（引退・種牡馬） | [ 3 ] |
| 2001年 | レゴラス           | 黒鹿毛 | サンデーサイレンス | 牡 | 美浦・加藤征弘                 | （有）社台レースホース   | 15戦4勝（引退・種牡馬）  | [ 4 ] |
| 2002年 | ブレーヴハート     | 黒鹿毛 | サンデーサイレンス | 牡 | 美浦・加藤征弘                 | 吉田照哉                 | 38戦5勝（引退）          | [ 5 ] |
| 2004年 | ホリデイオンアイス | 青鹿毛 | ダンスインザダーク | 牝 | 美浦・加藤征弘 →船橋・川島正行 | （有）社台レースホース   | 8戦0勝（引退・繁殖）     | [ 6 ] |
| 2005年 | チャイコフスキー   | 青鹿毛 | シンボリクリスエス | 牡 | 美浦・藤沢和雄                 | 山本英俊                 | 17戦3勝（引退）          | [ 7 ] |
| 2008年 | リベルタス         | 鹿毛   | ディープインパクト | 牡 | 栗東・角居勝彦                 | 金子真人ホールディングス | 33戦5勝（引退）          | [ 8 ] |
| 2009年 | エキストラエンド   | 鹿毛   | ディープインパクト | 牡 | 栗東・角居勝彦                 | （有）社台レースホース   | 38戦6勝（引退・種牡馬）  | [ 9 ] |

## 血統表
| カーリングの血統            | カーリングの血統                           | カーリングの血統                           | （血統表の出典）                           | （血統表の出典） |
| 父系                        | ミルリーフ系                               | ミルリーフ系                               | ミルリーフ系                               | [ § 2 ]          |
| 父 Garde Royale 1980 青鹿毛 | 父の父Mill Reef 1968 鹿毛                  | Never Bend                                 | Nasrullah                                  | Nasrullah        |
| 父 Garde Royale 1980 青鹿毛 | 父の父Mill Reef 1968 鹿毛                  | Never Bend                                 | Lalun                                      |                  |
| 父 Garde Royale 1980 青鹿毛 | 父の父Mill Reef 1968 鹿毛                  | Milan Mill                                 | Princequillo                               | Princequillo     |
| 父 Garde Royale 1980 青鹿毛 | 父の父Mill Reef 1968 鹿毛                  | Milan Mill                                 | Virginia Water                             |                  |
| 父 Garde Royale 1980 青鹿毛 | 父の母Royal Way 1969 芦毛                  | Sicambre                                   | Prince Bio                                 | Prince Bio       |
| 父 Garde Royale 1980 青鹿毛 | 父の母Royal Way 1969 芦毛                  | Sicambre                                   | Sif                                        |                  |
| 父 Garde Royale 1980 青鹿毛 | 父の母Royal Way 1969 芦毛                  | Right Away                                 | Right Royal                                | Right Royal      |
| 父 Garde Royale 1980 青鹿毛 | 父の母Royal Way 1969 芦毛                  | Right Away                                 | Polamia                                    |                  |
| 母 Corraleja 1982 鹿毛      | 母の父Carvin 1962 鹿毛                     | *マリーノ                                  | Worden                                     | Worden           |
| 母 Corraleja 1982 鹿毛      | 母の父Carvin 1962 鹿毛                     | *マリーノ                                  | Buena Vista                                |                  |
| 母 Corraleja 1982 鹿毛      | 母の父Carvin 1962 鹿毛                     | Coraline                                   | Fine Top                                   | Fine Top         |
| 母 Corraleja 1982 鹿毛      | 母の父Carvin 1962 鹿毛                     | Coraline                                   | Copelina                                   |                  |
| 母 Corraleja 1982 鹿毛      | 母の母Darling Dale 1976 鹿毛               | Tyrant                                     | Bold Ruler                                 | Bold Ruler       |
| 母 Corraleja 1982 鹿毛      | 母の母Darling Dale 1976 鹿毛               | Tyrant                                     | Anadem                                     |                  |
| 母 Corraleja 1982 鹿毛      | 母の母Darling Dale 1976 鹿毛               | Treat                                      | High Treason                               | High Treason     |
| 母 Corraleja 1982 鹿毛      | 母の母Darling Dale 1976 鹿毛               | Treat                                      | Comfort F-No.4-p                           |                  |
| 母系(F-No.)                 | 4号族(FN:4-p)                              | 4号族(FN:4-p)                              | 4号族(FN:4-p)                              | [ § 3 ]          |
| 5代内の近親交配             | Nasrullah 4×5=9.38%、Prince Rose 5×5=6.25% | Nasrullah 4×5=9.38%、Prince Rose 5×5=6.25% | Nasrullah 4×5=9.38%、Prince Rose 5×5=6.25% | [ § 4 ]          |
| 出典                        | 1. 2. 3. 4.                                | 1. 2. 3. 4.                                | 1. 2. 3. 4.                                | 1. 2. 3. 4.      |